# 신치토세 공항
신치토세 공항(일본어: 新千歳空港, 영어: New Chitose Airport, IATA: CTS, ICAO: RJCC)은 일본 홋카이도 지토세시에 위치한 국제공항으로 이 공항은 홋카이도 제1의 도시인 삿포로시의 도심에서 남동쪽으로 약 40 km 떨어져 있으며 이용 여객 수 기준으로 도쿄(하네다), 나리타, 간사이, 후쿠오카에 이어 일본 5위의 공항이다.

## 개요
과거에는 공항의 서쪽에 위치한 항공 자위대의 지토세 기지(千歳基地)를 군·민 공용인 치토세 공항(千歳空港)으로 이용하였으나 냉전 시대에 잦은 전투기 출동으로 민항 운영에 애로가 커서 지토세 기지의 동남쪽에 부지를 확보하고 기존 활주로에서 동쪽으로 1490 m 이격해 활주로(01L/19R)를 건설한 뒤 1988년 7월 1일 신치토세 공항을 개항한 이후 다시 동쪽으로 300 m를 이격해 활주로(01R/19L)를 추가로 건설하였다.
이 공항은 일본의 제2종 공항이며 대한민국, 괌, 러시아, 중국, 홍콩, 대만과의 국제선을 운행하고 있으며 신치토세 공항 - 도쿄 국제공항 노선은 일본에서 제일 이용객이 많은 국내선으로 손꼽힌다.

## 역사
항공 자위대와 민간 항공기가 공용하고 있었던 치토세 비행장은 도쿄 국제공항선을 안고 있어 이 노선은 1978년에 여객 수 세계 최다가 되었고 이후 치토세 공항은 사실상 홋카이도의 허브 공항으로서 기능하는 한편 소련기의 영공 침범에 의한 항공 자위대 비행기의 스크램블 출동이 연간 200회에 달하는 상태에서 민•군이 활주로 1개로 공존하려는 줄타기 운용이 계속되고 있었다.
스크램블 발동 시 민간기는 지상과 주변 공역에서 대기를 피하지 못하고 길게는 30분 정도에 달했으며 이러한 안전 및 국방상의 문제에서 인접지에 신치토세 공항 건설이 시작되면서 3,000m의 평행 활주로를 2개 갖고 일본에서 처음 24시간 비행기 이착륙이 가능한 공항으로서 1988년(쇼와 63년)에 개항했다.
홋카이도 내에 있는 공항에서는 최대 규모를 자랑하는 항공 자위대 지토세 기지와 인접·접속하고 항공 관제도 항공 자위대에서 일체적으로 열리는 등 일본의 방공상의 중요한 거점으로서의 의미도 겸비하는 공항이다.
활주로는 길이 3000 m의 것이 2개, 거의 남북 방향으로 병행되어 설치되어 있으며 터미널 빌딩과 가까운 A활주로(01L/19R)는 원칙적으로 이륙용에, 먼 B활주로(01R/19L)는 착륙용에 사용되며 ILS는 카테고리 IIIb이 19R에 카테고리 I가 01L, 01R, 19L에 설치되어 있는 것은 물론 활주로의 터미널 측에 1개의 평행 유도로를 가진 활주로와 유도로는 고속 탈출 유도로로 연결되어 있다.
국제선 터미널 빌딩은 2010년 3월 26일에 새 터미널로 이전 개업하고 국내선 터미널 빌딩은 연락교로 연결되어 있으며 또 유도로를 낀 국내선 터미널의 북쪽에는 화물 터미널(오픈 스포트 병설)이 국내선 터미널 남쪽·국제선 터미널의 북쪽 문 곳이 있고 특히 겨울 동안은 야간 계류에 사용되고 있다.
2008년 7월 홋카이도 토야코 서밋 개최에 따른, 신지토세 공항에 찾아오는 선진국의 요인용 귀빈실과 전용 주기장을 신설하는 등의 공사를 하고 각국의 VIP기 전용 승강 명물, 귀빈실, 계류장 증설(6대 분), 구내 주차장(500대분), 각국 대표단이 구내로부터 직접 차로 이동할 수 있도록 구내 도로 보수 등을 정비한 뒤 일부 시설에 대해서는 회의 종료 후에 철거됐으나 계류장 등에 대해서는 야간 계류 등에서 2012년 현재도 사용되고 있다.
2010년 봄부터는 공항 부지 내에 높이 8m이상, 세로 200m 가로 100m의 설산을 만들고 터미널 빌딩 냉방에 활용하며 공항 냉방에 이만한 눈을 끄는 것은 세계에서 유례를 찾아보기 힘드며 터미널 빌딩 전체에서 그동안의 중유 사용량의 3할을 조달, 2100t의 이산화 탄소 삭감이 예상된다.
홋카이도 내에서는 비교적 강설이 적은 지역에 위치하고 있지만 기압 배치와 풍향에 따라서는 활주로 문 닫는 정도의 폭설이다. 
또한 활주로를 2본유, 1개의 활주로 노면 검사를 제외한 20분 정도로 완료 가능한 국내 최대 규모의 제설 체제를 취하고 있어 하루 종일 마비되는 것은 드물지만 활주로 폐쇄 및 출발 재료의 얼음 떨이액 효과 조각·다시 도포(법률 아이싱)에 대거 지연의 영향이 전국에 파급하기도 한다. 
이 중 후자의 영향을 경감하기 위해서 2010년 12월에 국내선 터미널-활주로 남단(01L, 01R)의 중간 지점에 데빈 아이싱 전용 스팟을 1대 분 설치·운용 개시한 뒤 이듬해인 2011년도에 1대 분이 또 다시 설치됐다.

## 운항 노선

### 국제선

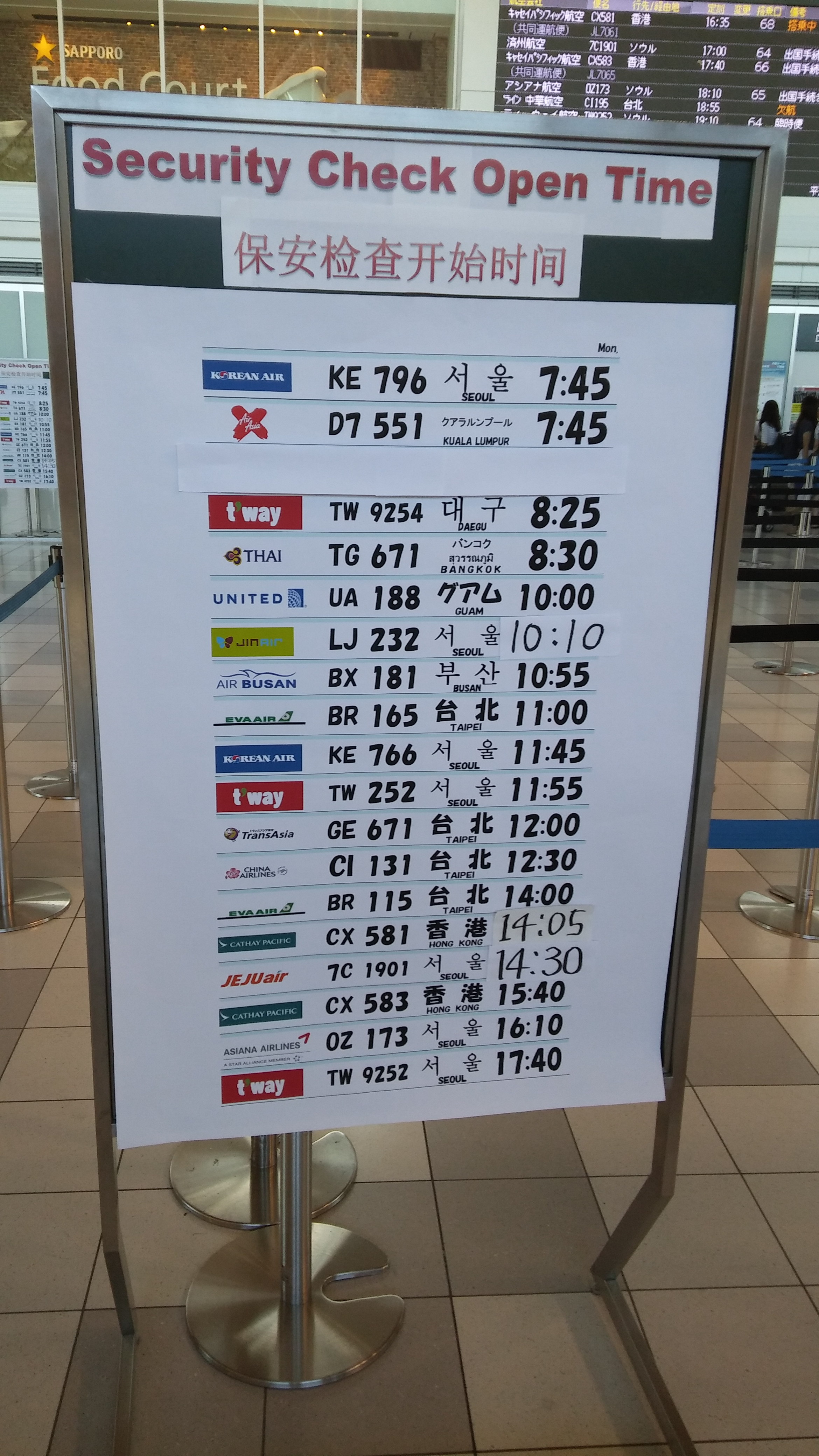
신치토세 국제공항 국제항공편

| 항공사             | 목적지                       |
| ------------------ | ---------------------------- |
| 대한항공           | 서울(인천)                   |
| 아시아나항공       | 서울(인천)                   |
| 에어로케이         | 청주                         |
| 에어부산           | 서울(인천), 부산             |
| 에어서울           | 서울(인천)                   |
| 이스타항공         | 서울(인천)                   |
| 제주항공           | 서울(인천), 무안, 부산       |
| 진에어             | 서울(인천), 부산             |
| 티웨이항공         | 서울(인천), 대구             |
| 중국국제항공       | 베이징(수도)                 |
| 중국동방항공       | 상하이(푸동)                 |
| 선전 항공          | 선전                         |
| 준야오 항공        | 상하이(푸동)                 |
| 춘추항공           | 상하이(푸동)                 |
| 톈진 항공          | 톈진                         |
| 하이난 항공        | 항저우                       |
| 캐세이퍼시픽 항공  | 홍콩(첵랍콕)                 |
| 홍콩 항공          | 홍콩(첵랍콕)                 |
| 중화항공           | 타이페이(타오위안)           |
| 에바 항공          | 타이페이(타오위안)           |
| 스타룩스 항공      | 타이페이(타오위안)           |
| 타이거 항공 타이완 | 타이페이(타오위안)           |
| 말레이시아 항공    | 쿠알라룸푸르                 |
| 에어아시아 X       | 쿠알라룸푸르                 |
| 싱가포르 항공      | 계절편: 싱가포르             |
| 스쿠트             | 싱가포르, 타이페이(타오위안) |
| 타이항공           | 방콕(수완나품)               |
| 타이 에어아시아 X  | 방콕(수완나품)               |

### 국내선
| 항공사                          | 목적지 |
| ------------------------------- | --- |
| 일본항공                        | 나고야(주부), 도쿄(나리타, 하네다), 오사카(간사이, 이타미), 후쿠오카, 히로시마 |
| 전일본공수                      | 고베, 나고야(주부), 니가타, 도쿄(나리타, 하네다), 시즈오카, 아오모리, 아키타, 오사카(간사이, 이타미), 오카야마, 후쿠오카, 히로시마 계절편 : 고마쓰, 도야마, 리시리, 왓카나이, 오키나와, 후쿠시마 |
| J-에어 (일본항공 운영)          | 니가타, 메만베쓰, 센다이, 아오모리, 아키타, 하나마키 계절편 : 도쿠시마, 이즈모 |
| ANA 윙스 (전일본공수 운영)      | 메만베쓰, 왓카나이, 하코다테 |
| 스카이마크 항공                 | 고베, 도쿄(하네다), 나고야(주부), 이바라키, 후쿠오카 |
| 아이벡스 항공 (전일본공수 운영) | 메만베쓰, 센다이 |
| 일본춘추항공                    | 도쿄(나리타) |
| 제트스타 재팬                   | 나고야(주부), 도쿄(나리타), 오사카(간사이) |
| 피치 항공                       | 도쿄(나리타), 센다이, 오사카(간사이), 후쿠오카, 오키나와 |
| 후지드림 항공                   | 메만베쓰, 야마가타 |
| AIRDO                           | 고베, 나고야(주부), 도쿄(하네다), 센다이, 후쿠오카 |
| 에어아시아 재팬                 | 나고야(주부) |

### 화물 노선
| 항공사        | 목적지       |
| ------------- | ------------ |
| ANA 카고      | 도쿄(하네다) |
| 아틀라스 항공 | 홍콩         |

## 시설

### 여객터미널

#### 국제선 터미널

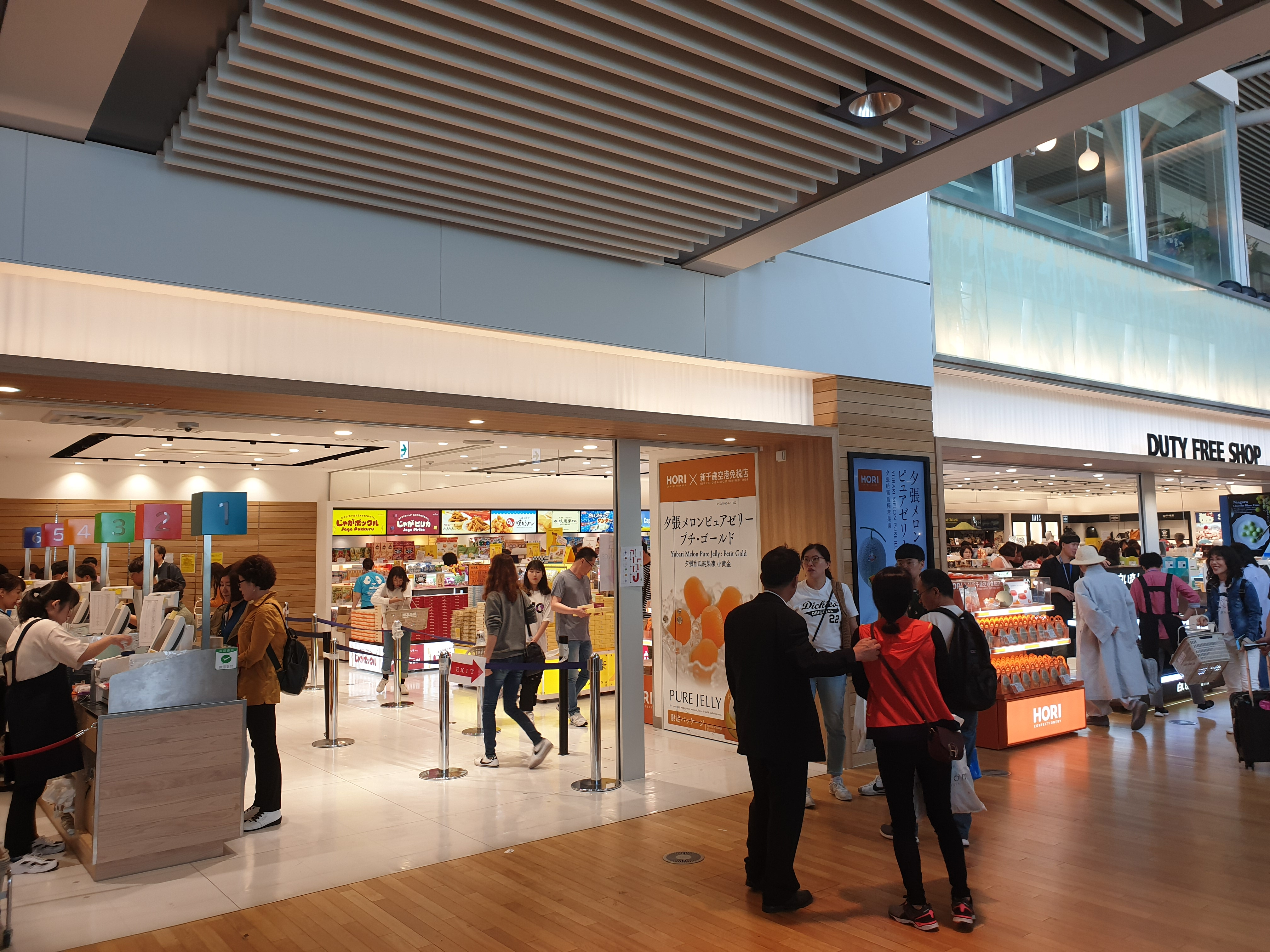
국제선 출국장의 면세점

국제선은 원래 현재의 국내선 터미널의 북쪽 0-2번 게이트에 위치해있었다. 특정 요일, 시간대에 국제선 여객이 급증해 체크인 카운터와 로비의 혼잡도가 높아지고 있었다. 이를 해소하기위해 2008년 5월 국제선 터미널 빌딩을 착공해 2010년 2월 24일에 준공했고, 3월 26일에 운영을 시작했다.

## 교통

### 철도
- 홋카이도 여객철도의 신치토세 공항역이 여객청사의 지하에 위치해 있다. 이 역을 시발로 하는 쾌속 에어포트 및 보통열차 (아침시간대에만 운행.)가 삿포로 · 오타루 방면으로 운행되며 삿포로까지의 소요시간은 36~39분가량, 오타루까지의 소유시간은 1시간 7 ~ 15분가량이다.

### 버스
- 홋카이도 추오 버스/호쿠도 콧츠 조인트 서비스 (삿포로 4시간 이동/오야치 4시간 이동)
- 홋카이도 추오 버스 (아사부 1-2시간 이동/미야노사와 1-2시간 이동)
- 호쿠도 콧츠 (아파 호텔 & 리조트 & 2시간 이동/마루야마 파크 시간제)
- 도난 버스 (도마코마이 1-2시간 이동/노브리베쓰 3시간 이동, 무로안 12시간 이동, 우라카와 2시간 이동)
- 아츠마 버스 (아츠마 3시간 이동)

## 사건 및 사고
- 2011년 8월 5일, 필리핀 항공 102편 보잉 747기가 마닐라에서 로스앤젤레스행 기내에 "연기가 있다"는 보고가 있은 후 삿포로 치토세 공항에 비상 착륙했다. 여객기는 무사히 착륙했고 승객과 승무원 449명 중 다친 사람은 없었다.
- 2016년 2월 23일, 후쿠오카 공항으로 신치토세 출발을 앞둔 보잉 737기가 엔진 문제로 인한 객실의 연기로 대피했지만, 승객 3명이 다쳤다.